# 71-я танковая бригада
71-я танковая бригада — танковая бригада Красной армии в годы Великой Отечественной войны.
Сокращённое наименование — 71 тбр.

## Формирование и организация
71-я отд. танковая бригада сформирована на основании Директивы Зам. НКО № 723089сс от 11.01.1942 г. в Московском АБТ Центре.
19 января 1942 г. убыла на Северо-Западный фронт.
29 июля 1942 г. убыла в район Шолоховской на Западный фронт.
В июле – августе 1942 в составе 31-й армии, Западного фронта. Позиционные бои на Сычевском направлении.
В ноябре 1942 г. бригада переформирована в 80-й тп и 11-й гв. тпп.

## Боевой и численный состав
Бригада формировалась по сокращенному штату «С» для пехоты штат № 010/317:
- Управление бригады
- 139-й отд. танковый батальон
- 154-й отд. танковый батальон
- Рота технического обеспечения

Директивой НКО № 726444сс от 13.07.1942 г. переведена на штаты №№ 010/280-010/287 от 14.07.1942 г.:
- Управление бригады [штат № 010/280]
- 139-й отд. танковый батальон [штат № 010/281]
- 154-й отд. танковый батальон [штат № 010/282]
- Моторизованный стрелково-пулеметный батальон [штат № 010/283]
- Противотанковая батарея [штат № 010/284]
- Рота управления [штат № 010/285]
- Рота технического обеспечения [штат № 010/286]
- Медико-санитарный взвод [штат № 010/287]

## Подчинение
Периоды вхождения в состав Действующей армии:
- с 18.01.1942 по 14.07.1942 года.

- с 04.08.1942 по 31.10.1942 года.

| Дата            | Фронт (округ)     | Армия      | Корпус | Дивизия | Бригада | Примечания |
| --------------- | ----------------- | ---------- | ------ | ------- | ------- | ---------- |
| 01.01.1942 года | РВГК              |            |        |         |         |            |
| 01.02.1942 года | Калининский фронт |            |        |         |         |            |
| 01.03.1942 года | Калининский фронт |            |        |         |         |            |
| 01.04.1942 года | Калининский фронт |            |        |         |         |            |
| 01.05.1942 года | Калининский фронт |            |        |         |         |            |
| 01.06.1942 года | Калининский фронт |            |        |         |         |            |
| 01.07.1942 года | Калининский фронт |            |        |         |         |            |
| 01.08.1942 года | Западный фронт    |            |        |         |         |            |
| 01.09.1942 года | Западный фронт    | 31-я армия |        |         |         |            |
| 01.10.1942 года | Западный фронт    | 31-я армия |        |         |         |            |
| 01.11.1942 года | РВГК              |            |        |         |         |            |

## Командиры

### Командиры бригады
- Кутузов Михаил Фёдорович, подполковник, 11.01.1942 - 15.07.1942 года[1]
- Обдаленков Николай Александрович, полковник, ид, 16.07.1942 - 28.07.1942 года.[2]
- Обдаленков Николай Александрович, полковник, 28.07.1942 - 30.10.1942 года.

### Начальники штаба бригады
- Зюбченко Иван Георгиевич., майор,  00.02.1942 - 00.05.1942 года.[3]
- Жоликов Михаил Дмитриевич, капитан, 00.05.1942 - 21.07.1942 года.[4]
- Гольдберг Михаил Иосифович, майор, 31.07.1942 - 00.10.1942 года.[5]

### Начальник политотдела, заместитель командира по политической части
- Яковлев Пётр Яковлевич, старший батальонный комиссар, 25.07.1942 - 31.10.1942